# Hagelandse vallei

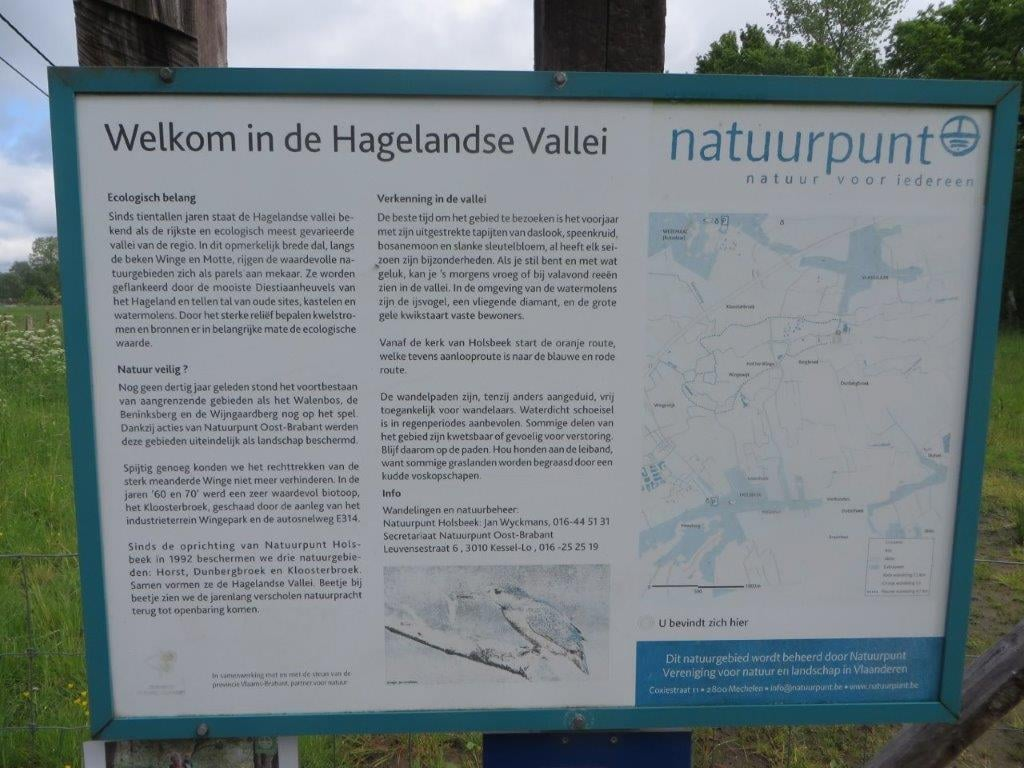

De Hagelandse vallei is een natuurgebied in de vallei van de Winge in de Belgische provincie Vlaams-Brabant. Het gebied ligt op de grondgebieden van Holsbeek, Leuven en Rotselaar. De Hagelandse Vallei is Europees beschermd als onderdeel van Natura 2000-gebied 'Valleien van de Winge en de Motte met valleihellingen'.

## Geschiedenis
Het gebied staat op de Ferrariskaarten aangeduid als "Vrouweperckbosch" en werd gebruikt als houtwingebied voor het klooster (nu het Montfortcollege Rotselaar). Het gebied wordt nu kloosterbos genoemd.  Met de aanleg van de E314 werd het bosgebied doorsneden.

## Gebied
Het gebied omvat meerde deelgebieden waarvan het Kloosterbos en het Dunbergbroek de grootste zijn.
Het Dunbergbroek ligt tussen de Diestiaanheuvels, Beninksberg in het noorden en Wijngaardberg in het zuiden. Het bevindt zich op de scheiding tussen zandig kempen en Brabantse leemgronden.
Het gebied bestaat uit een variatie aan hooilanden, kwelpoelen, elzenbossen, broeken en enkele bomputten uit de Tweede Wereldoorlog.

## Fauna en flora

### Fauna
Vogelsblauwe reiger, roerdomp, witte ooievaar, zwarte ooievaar, ijsvogel, buizerd
ReptielenHazelworm
Amfibieënkamsalamander

### Flora
bosbingelkruid, kleine valeriaan, dalkruid, brede orchis, grote boterbloem, dotterbloem, karwijselie, salomonszegel, slanke sleutelbloem, moerasstreepzaad, eenbes,  bosanemoon, keverorchis, muskuskruid, meiklokje  en gevlekte orchis.